# Steenkonijn
Het steenkonijn is een oud Belgisch konijnenras dat afkomstig is uit de Vlaamse zandstreken.
Het is rechtstreeks afkomstig van het gedomesticeerde wilde konijn en de benaming heeft het te danken aan de Vlaamse maateenheid 'steen' die overeenkomt met 3,5 kg, het slachtgewicht van deze konijnen.
Dit dier werd veel geëxporteerd naar Engeland als vleeskonijn maar uiteindelijk stierf het bijna uit. De verkoop van vleeskonijnen uit Vlaanderen viel terug door de massale import van konijnen uit Australië. De heer Delounois slaagde erin enkele afstammende dieren op te kopen en kon in 1934 er voor zorgen dat het konijn weer werd erkend.
De kleur van de vacht herinnert duidelijk aan de wilde afkomst van deze soort, en er bestaan drie varianten in deze complexe ticking: konijngrijs, haaskleurig (rossigzwart) en ijzergrauw (zwartgrijs). Het karakter van dit dier is zeer nieuwsgierig en actief.